# لي جو-جونغ
لي جو-جونغ (الكورية: 이주용) هو لاعب كرة قدم كوري جنوبي في مركزي ظهير ‏ والدفاع، ولد في 26 سبتمبر 1992 في كوريا الجنوبية. شارك مع منتخب كوريا الجنوبية لكرة القدم. أما مع النوادي، فقد لعب مع جونبك هيونداي موتورز.

## وصلات خارجية
- لي جو-جونغ على موقع دوري كوريا الجنوبية (الإنجليزية)
- لي جو-جونغ على موقع قاعدة بيانات كرة القدم.إي يو (الإنجليزية)
- لي جو-جونغ على موقع ناشيونال فوتبول تيمز (الإنجليزية)
- لي جو-جونغ على موقع Soccerway.com (الإنجليزية)